# Plankeye
 (décembre 2012).
Si vous disposez d'ouvrages ou d'articles de référence ou si vous connaissez des sites web de qualité traitant du thème abordé ici, merci de compléter l'article en donnant les références utiles à sa vérifiabilité et en les liant à la section « Notes et références ».
Plankeye est un groupe de rock chrétien des années 1990 et un des plus grands succès du label Tooth & Nail Records dans les années 1990 et au début des années 2000. Le style de Plankeye pourrait être définie comme mélodique post-grunge combiné avec des éléments indie et alternatifs. Leurs premiers albums ont également intégré des éléments de punk rock, mais cet aspect s'est atténué quand le chanteur d'origine, Scott Silletta, a quitté le groupe.

## Membres
- Eric Balmer: Chant, Guitare (1992 – 2002)
- Luis Garcia: Basse, Claviers, Chant (1992 – 2002)
- Scott Silletta: Chant, Guitare (1992 – 1998)
- Adam Ferry: Batterie (1992 – 1998)
- Shane Valdez: Batterie (1998, en concert seulement)
- Kevin Poush: Guitare (2001)
- Louie Ruiz: Batterie (2001)

## Discographie
- 1994: Spill,  Tooth & Nail Records and (Walk the Plank) publishing
- 1995: The Spark, Tooth & Nail Records
- 1996: Commonwealth, Tooth & Nail Records
- 1997: The One and Only, Tooth & Nail Records et BEC Recordings
- 1999: Relocation, BEC Recordings HM Magazine[1]
- 2001: Strange Exchange, BEC Recordings
- 2002: Wings To Fly, BEC Recordings

### Morceaux
- Goodbye